# Dracaena tessmannii
Dracaena tessmannii är en sparrisväxtart som beskrevs av Adolf Engler och Kurt Krause. Dracaena tessmannii ingår i släktet dracenor, och familjen sparrisväxter. Inga underarter finns listade i Catalogue of Life.